# Almuth Degener
Almuth Degener (* 1958) ist eine deutsche Indologin.

## Leben
Sie erwarb 1982 den Magister Indologie und Iranistik an der Georg-August-Universität Göttingen und die Promotion 1987 Iranistik, Indologie und Tibetologie an der Universität Hamburg. Nach der Habilitation 1995 (Indologie) an der Johannes Gutenberg-Universität Mainz ist sie dort seit 2010 außerordentliche Professorin (Abteilung Indologie). 
Ihre Forschungsschwerpunkte sind dardische und nuristanische Sprachen, Khotanisch, zentralasiatischer Buddhismus und Urdu.

## Schriften (Auswahl)
- Khotanische Suffixe. Stuttgart 1989, ISBN 3-515-05478-2.
- Die Sprache von Nisheygram im afghanischen Hindukusch. Wiesbaden 1998, ISBN 3-447-04015-7.
- mit Georg Buddruss: Materialien zur Prasun-Sprache des afghanischen Hindukusch. Band 1. Texte und Glossar. Cambridge 2015, ISBN 978-0-674-73741-9
- mit Georg Buddruss: Materialien zur Prasun-Sprache des afghanischen Hindukusch. Band 2. Grammatik. Cambridge 2017, ISBN 978-0-674-98037-2.